# Miaenia
Miaenia is een kevergeslacht uit de familie van de boktorren (Cerambycidae). De wetenschappelijke naam van het geslacht werd voor het eerst geldig gepubliceerd in 1864 door Pascoe.

## Soorten
Miaenia omvat de volgende soorten:
- Miaenia latior (Blair, 1940)
- Miaenia latispina (Gressitt, 1956)
- Miaenia binaluensis (Breuning, 1956)
- Miaenia cebuensis (Breuning, 1957)
- Miaenia costulata (Pascoe, 1864)
- Miaenia flavomaculata (Fisher, 1925)
- Miaenia grammica (Pascoe, 1864)
- Miaenia ignara (Pascoe, 1864)
- Miaenia insularis (Fisher, 1934)
- Miaenia jubata (Pascoe, 1864)
- Miaenia mindoroensis (Breuning, 1956)
- Miaenia variabilis (Aurivillius, 1927)
- Miaenia argentipleura (Gressitt, 1956)
- Miaenia aureopleura (Gressitt, 1956)
- Miaenia fasciata (Matsushita, 1943)
- Miaenia sakishimana Gressitt, 1951
- Miaenia vagemarmorata (Breuning, 1957)
- Miaenia granulicollis Gressitt, 1938
- Miaenia binhana (Pic, 1926)
- Miaenia ceylanica (Breuning, 1957)
- Miaenia gilmouri Breuning, 1962
- Miaenia hongkongensis (Breuning, 1968)
- Miaenia indica (Breuning, 1956)
- Miaenia inlineata (Pic, 1936)
- Miaenia atollorum (Gressitt, 1956)
- Miaenia attenuata (Gressitt, 1956)
- Miaenia boharti (Gressitt, 1956)
- Miaenia esakii (Gressitt, 1956)
- Miaenia mariana (Gressitt, 1956)
- Miaenia palauicola (Gressitt, 1956)
- Miaenia saltator (Gressitt, 1956)
- Miaenia subcylindra (Gressitt, 1956)
- Miaenia townesi (Gressitt, 1956)
- Miaenia versicolor (Gressitt, 1956)
- Miaenia carolinensis (Blair, 1940)
- Miaenia subglabra (Gressitt, 1956)
- Miaenia neopomeriana (Breuning, 1957)
- Miaenia papuana (Breuning, 1957)
- Miaenia sibuyanensis (Fisher, 1925)
- Miaenia rondoniana Breuning, 1965
- Miaenia tonkinensis (Pic, 1944)
- Miaenia botelensis (Gressitt, 1951)
- Miaenia exigua (Gahan, 1900)
- Miaenia andamanensis (Breuning, 1957)
- Miaenia brevicollis Gressitt, 1951
- Miaenia changi Kusama & Oda, 1975
- Miaenia demarzi Breuning, 1963
- Miaenia doreyi Breuning, 1963
- Miaenia elongata Gressitt, 1951
- Miaenia irrorata Pascoe, 1864
- Miaenia longicollis Breuning & Ohbayashi, 1964
- Miaenia luzonica Breuning, 1959
- Miaenia maritima Tsherepanov, 1979
- Miaenia marmorea Pascoe, 1864
- Miaenia masbatensis (Breuning, 1957)
- Miaenia mindanaonis (Breuning, 1957)
- Miaenia minuta Fisher, 1936
- Miaenia nakanei Hayashi, 1956
- Miaenia papuensis Breuning, 1963
- Miaenia perversa Pascoe, 1864
- Miaenia quadriplagiata Breuning, 1964
- Miaenia retrospinosa Breuning, 1963
- Miaenia rufula Fisher, 1925
- Miaenia samarensis (Breuning, 1961)
- Miaenia subfasciata Schwarzer, 1925
- Miaenia suffusa (Pascoe, 1859)
- Miaenia tonsa (Bates, 1873)
- Miaenia uniformis (Breuning, 1957)
- Miaenia variegata Fisher, 1925
- Miaenia woodlarkiana (Breuning, 1957)